# Обвал будинку в Саварі

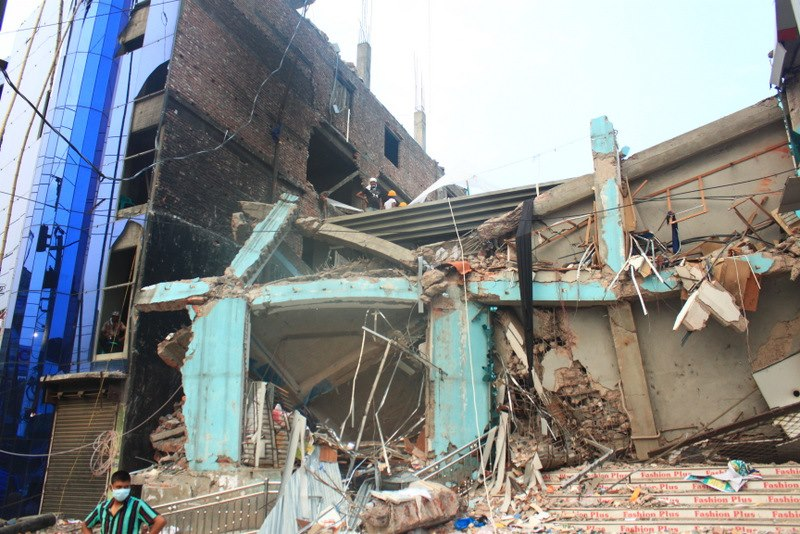

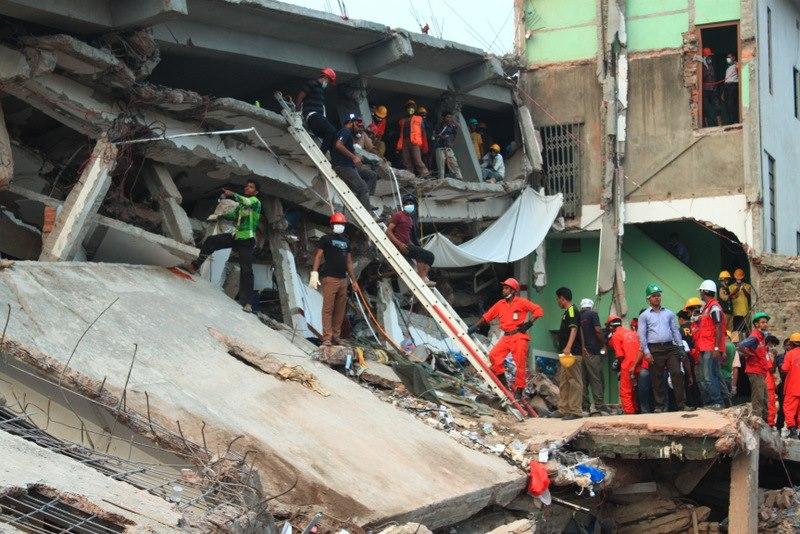

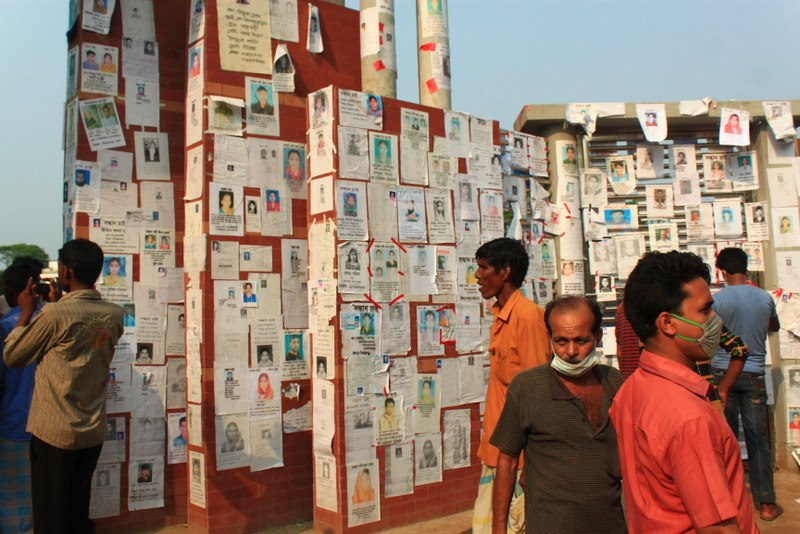

Обвал будівлі Rana Plaza у Саварі — техногенна аварія в місті Савар (округ Дакка, область Дакка, Бангладеш), що сталася 24 квітня 2013 року о 8:45 за місцевим часом: зруйнувався комплекс, де містилися відділення банку, торговий центр з безліччю магазинів та п'ять швейних фабрик. На 9 травня кількість загиблих становила 953 людини.
10 травня, на 16 добу після аварії, під завалами була віднайдена жива людина — жінка.

## Обвалення
Будівля, що мала власне ім'я Рана-Плаза, налічувала вісім поверхів (за заявою глави Bangladesh Fire Service & Civil Defense верхні чотири поверхи було надбудовано незаконно) і належало Сохелу Рана, одному з лідерів політичної партії Авамі Ліг. У будівлі розташовувалися декілька підприємств з пошиття одягу (працювали цілодобово), магазини і банк, загалом там працювали близько п'яти тисяч осіб.
Напередодні події, 23 квітня, на фасаді будівлі було виявлено великі тріщини, і наказано евакуювати з неї людей і закрити всі розташовані в будівлі установи. Наказу дотрималися банк і майже всі магазини Рана-Плази, розташовані на нижніх поверхах, але власники швейних фабрик проігнорували попередження влади, і частина працівників 24 квітня повернулися на свої робочі місця.
Обвалення споруди сталося у ранкову годину-пік, уцілів лише перший поверх. За заявою президента The Bangladesh Garment Manufacturers and Exporters Association, в цей момент в будівлі перебувало 3122 робітників. Серед загиблих багато робітниць і їхніх дітей. Під завалами опинилися і двоє співробітників поліції, які в момент завалення перевіряли стан конструкції.
У результаті катастрофи загинули щонайменше 610 людей, поранення отримали понад тисячу людей, всього постраждало близько 2370 осіб. Кілька сотень залишаються зниклими безвісти.

## Наслідки
25 квітня у країні був оголошений загальнодержавний траур.
26 квітня в Бангладеш почалися масові протести, в ході яких поліція була змушена вдатись до застосування гумових куль і сльозогінного газу.
25 квітня проти власника будинку і власників фабрики були порушені кримінальні справи. 27 квітня були затримані два інженери, які затвердили план перебудови будинку. 28 квітня на кордоні з Індією було затримано власника будівлі. Суд наказав конфіскувати усе його майно. Центральний банк Бангладеш також заморозить рахунки власників усіх п'яти текстильних фабрик, що були розташовані у споруді. Усі ці кошти підуть на виплати зарплат та компенсації робітникам і їхнім сім'ям.
На 28 квітня число загиблих становило 366 людей, зниклими безвісти вважалося 1050 осіб. Цього ж дня було врятовано 9 осіб, робилися спроби врятувати ще деяке число виявлених під завалами людей.
29 квітня під завалами фабрики від іскри, що виникла при розрізанні арматури, спалахнула пожежа. Жінка, яку при цьому намагалися врятувати, загинула. Пожежа практично не залишила шансів знайти під завалами живих постраждалих.
30 квітня співробітники МНС країни висловили думку, що кількість осіб, які загинули внаслідок обвалу будинку, може збільшитись до 1400.
На 5 травня число загиблих становило 610 людей.
На 7 травня підтверджена кількість загиблих становила 700 людей.
3 травня експерти МВС назвали причиною обвалення будівлі сильні вібрації від потужних електричних генераторів. Чотири гігантських генератори були встановлені в будівлі із порушенням усіх правил, і коли вони знову запрацювали після того, як протягом деякого часу було відключено електрику, їхні вібрації разом з вібрацією тисяч машин привели до обвалення будівлі.

## Виноски
1. ↑  Число жертв обрушения здания в Бангладеш превысило 950 человек
2. ↑  Под завалами в Бангладеш спустя 2 недели нашли выжившую
3. 1 2 3  Building Collapse in Bangladesh Leaves Scores Dead на сайті nytimes.com, 25 квітня 2013
4. ↑  80 dead, 800 hurt in Savar high-rise collapse [Архівовано 2013-04-27 у Wayback Machine.] на сайті bdnews24.com, 24 квітня 2013
5. 1 2  Bangladesh building collapse kills at least 82 in Dhaka на сайте telegraph.co.uk, 24 квітня 2013
6. 1 2  Bangladesh Dhaka building collapse leaves 87 dead на сайте bbc.co.uk, 24 квітня 2013
7. ↑  Case filed against owners of collapsed building in Dhaka на сайті itv.com, 26 квітня 2013
8. ↑  При заваленні будівлі в Бангладеш загинуло 200 людей. Архів оригіналу за 5 березня 2016. Процитовано 6 травня 2013.
9. ↑  Bangladesh building collapse toll tops 600
10. ↑  Після обвалу будинку в Бангладеш уже знайдено щонайменше 175 загиблих
11. ↑  Після трагедії з обваленням будівлі в Бангладеш почалися масові протести. Архів оригіналу за 25 червня 2016. Процитовано 29 квітня 2013.
12. ↑  У Бангладеш затримали інженерів, які затвердили план будівлі, що обрушилася. Архів оригіналу за 5 березня 2016. Процитовано 29 квітня 2013.
13. ↑  Власника будівлі, що обрушилася в Бангладеш, заарештували на кордоні з Індією. Архів оригіналу за 25 червня 2016. Процитовано 29 квітня 2013.
14. ↑  Бангладеш: свято 1 травня пройшло у жалобі. Архів оригіналу за 2 травня 2013. Процитовано 6 травня 2013.
15. ↑  Під завалами фабрики в Бангладеш спалахнула пожежа - загинула жінка. Архів оригіналу за 22 березня 2016. Процитовано 29 квітня 2013.
16. ↑  Пожежа в Бангладеш не залишає шансів знайти живих постраждалих. Архів оригіналу за 5 березня 2016. Процитовано 29 квітня 2013.
17. ↑  Bangladesh building collapse death toll passes 700
18. ↑  Причиною обвалення будівлі в Бангладеш стали вібрації від потужних генераторів